# Elecciones municipales de Guayaquil de 1947
Las elecciones municipales de Guayaquil de 1947, las primeras elecciones municipales de la ciudad se efectuaron el domingo 2 de noviembre y resultaron en la elección de Rafael Guerrero Valenzuela radiodifusor del liberalismo disidente, auspiciado por el Partido Liberal Radical Ecuatoriano, venciendo al expresidente del consejo cantonal Rafael Mendoza Avilés del UPR, partido populista predecesor del CFP, siendo una de las elecciones más reñidas en la historia de la ciudad, al haber menos de mil votos de diferencia entre los 7 candidatos.

### Alcaldía
| Lista | Partido / Movimiento                | Candidato                  | Votos | % |
| ----- | ----------------------------------- | -------------------------- | ----- | - |
|       | Partido Liberal Radical Ecuatoriano | Rafael Guerrero Valenzuela |       |   |
|       | Concentración de Fuerzas Populares  | Rafael Mendoza Avilés      |       |   |
|       |                                     | Aurelio Carrera Calvo      |       |   |
|       |                                     | Alfredo Vera               |       |   |
|       |                                     | Enrique Boloña Rodríguez   |       |   |
|       |                                     | Carlos Hurtado Flor        |       |   |
|       |                                     | Abel A. Gilbert            |       |   |

Fuentes: